# カール・ハーゼ
カール・ハーゼ（Carl Haase、1868年2月7日 - 没年不詳）は、明治時代にお雇い外国人として来日したドイツの技術者である。

## 経歴・人物
シュレジエン（現在はポーランド領となり、ポーランド語でシロンスクと改称されている）、タルノヴィツ郡にあるノイディクの生まれ。ベルリンで鉱山学の専門学校に入学する。卒業後の1896年にボッフムの製鉄所に勤務する。
翌1897年（明治30年）に日本政府の招聘により来日した。3年後の1900年（明治33年）6月に官営八幡製鉄所のお雇いとなり、その営業所の建設に携わった。後に同製鉄所の主任技師となり、同郷の製鉄技術者を多く雇い入れた。これにより明治天皇から勲章を授与され、日独関係の向上に貢献した。1902年（明治35年）4月任期満了となり帰国した。